# Mistrzostwa Europy w Łucznictwie 2018
25. Mistrzostwa Europy w łucznictwie odbyły się w dniach 27 sierpnia – 1 września 2018 w Legnicy. Była to pierwsza edycja mistrzostw odbywająca się w Polsce.

## Medaliści

### Strzelanie z łuku klasycznego
| Konkurencja:           | Złoto:                                                       | Srebro:                                                     | Brąz:                                                  |
| indywidualnie kobiet   | Yasemin Anagöz                                               | Maja Jager                                                  | Gulnaz Coskun                                          |
| indywidualnie mężczyzn | Steve Wijler                                                 | Dan Olaru                                                   | Jean-Charles Valladont                                 |
| drużynowo kobiet       | Turcja · Aybuke Aktuna · Yasemin Anagöz · Gulnaz Coskun      | Włochy · Tatiana Andreoli · Lucilla Boari · Vanessa Landi   | Niemcy · Michelle Kroppen · Elena Richter · Lisa Unruh |
| drużynowo mężczyzn     | Rosja · Arsalan Baldanow · Galsan Bazarżapow · Witalij Popow | Włochy · Marco Galiazzo · Mauro Nespoli · David Pasqualucci | Luksemburg · Jeff Henckels · Joe Klein · Pit Klein     |
| mikst                  | Włochy · Mauro Nespoli · Vanessa Landi                       | Francja · Thomas Chirault · Mélanie Gaubil                  | Rosja · Arsalan Baldanow · Inna Stepanowa              |

### Strzelanie z łuku bloczkowego
| Konkurencja:           | Złoto:                                                              | Srebro:                                                                    | Brąz:                                                           |
| indywidualnie kobiet   | Andrea Marcos                                                       | Yesim Bostan                                                               | Tanja Jensen                                                    |
| indywidualnie mężczyzn | Anton Bulajew                                                       | Sergio Pagni                                                               | Federico Pagnoni                                                |
| drużynowo kobiet       | Turcja · Yesim Bostan · Gizem Elmaagacli · Ayse Bera Suzer          | Włochy · Anastasia Anastasio · Irene Franchini · Marcella Tonioli          | Niemcy · Kristina Heigenhauser · Janine Meissner · Velia Schall |
| drużynowo mężczyzn     | Wielka Brytania · Neil Bridgewater · James Mason · Adam Ravenscroft | Francja · Jean-Philippe Boulch · Pierre-Julien Deloche · Sébastien Peineau | Chorwacja · Domagoj Buden · Ivan Markes · Mario Vavro           |
| mikst                  | Francja · Jean-Philippe Boulch · Sophie Dodemont                    | Holandia · Mike Schloesser · Jody Vermeulen                                | Chorwacja · Domagoj Buden · Amanda Mlinaric                     |

## Klasyfikacja medalowa
| Lp. | Państwo         | Złoto | Srebro | Brąz | Razem |
| 1.  | Turcja          | 3     | 1      | 1    | 5     |
| 2.  | Rosja           | 2     | 0      | 1    | 3     |
| 3.  | Włochy          | 1     | 4      | 1    | 6     |
| 4.  | Francja         | 1     | 2      | 1    | 4     |
| 5.  | Holandia        | 1     | 1      | 0    | 2     |
| 6.  | Hiszpania       | 1     | 0      | 0    | 1     |
| 6.  | Wielka Brytania | 1     | 0      | 0    | 1     |
| 8.  | Dania           | 0     | 1      | 1    | 2     |
| 9.  | Mołdawia        | 0     | 1      | 0    | 1     |
| 10. | Chorwacja       | 0     | 0      | 2    | 2     |
| 10. | Niemcy          | 0     | 0      | 2    | 2     |
| 12. | Luksemburg      | 0     | 0      | 1    | 1     |